# Neurogenia tuberculata
Neurogenia tuberculata là một loài tò vò trong họ Ichneumonidae.